# نصیرالاسلام نصیر
نصیرالاسلام نصیر (بنگالی: নাসিরুল ইসলাম নাসির؛ زادهٔ ۱۰ اوت ۱۹۸۸) بازیکن فوتبال اهل بنگلادش است.
از باشگاه‌هایی که در آن بازی کرده است می‌توان به باشگاه ورزشی محمدان (داکا) اشاره کرد.
وی همچنین در تیم‌های ملی فوتبال زیر ۲۳ سال بنگلادش، و بنگلادش بازی کرده است.
وی در مسابقات کشوری و بین‌المللی در مجموع برندهٔ ۱ مدال طلا شده است.